# Helle Jensen
Helle Jensen (* 23. März 1969 in Aalborg) ist eine ehemalige dänische Fußballnationalspielerin. Die Stürmerin spielte von 1987 bis 1996 für die dänische Nationalmannschaft und war deren Rekordtorschützin und Rekordspielerin. Sie nahm an den WM-Endrunden 1991 und 1995 sowie den Olympischen Spielen in Atlanta teil. Mit 27 Jahren beendete sie nach den Olympischen Spielen ihre Karriere.

## Vereine
Jensen spielte während ihrer Karriere für die dänischen Vereine B 1909 und Fortuna Hjørring in der 3F Ligaen. 1992 und 1993 gewann sie mit B 1909 und 1994 mit Fortuna Hjørring die dänische Meisterschaft.

## Nationalmannschaften
Am 20. Mai 1987 machte sie beim mit 0:2 verlorenen Spiel gegen Schweden als 18-Jährige ihr erstes Länderspiel. Sie war sofort Stammspielerin und kam auch in den nächsten neun Spielen zum Einsatz. Ihr erstes Länderspieltor erzielte sie in ihrem dritten Spiel im EM-Qualifikationsspiel gegen Norwegen, das die Däninnen mit 1:0 gewannen. Nach ihrem 10. Spiel, dem Viertelfinalrückspiel in der EM-Qualifikation gegen Schweden folgte aber eine Länderspielpause von 10 Monaten, in denen sie in drei Freundschaftsspielen nicht zum Einsatz kam. Danach folgten wieder 18 Spiele in Serie, ehe sie im Juni 1991 bei zwei Freundschaftsspielen gegen England erneut pausierte. Bei der anschließenden EM-Endrunde kam sie aber im Halbfinale (7:8 im Elfmeterschießen gegen Norwegen) und dem Spiel um Platz 3 gegen Italien zum Einsatz. Gegen Italien war sie einzige Torschützin der Däninnen bei der Endrunde, die dann durch ein Eigentor einer Italienerin in der Verlängerung Dritte wurden. Durch den Viertelfinaleinzug hatten sich die Däninnen auch für die erste WM der Frauen qualifiziert. Bei der WM erzielte sie im ersten Gruppenspiel gegen Neuseeland, gegen das die Däninnen dort erstmals spielten, die ersten beiden WM-Tore für Dänemark und hatte damit maßgeblichen Anteil am 3:0-Sieg. Nach einem 2:2 gegen Gastgeber China wurde trotz einer 1:2-Niederlage gegen Norwegen als bester Gruppendritter das Viertelfinale erreicht. Hier verloren sie aber mit 1:2 nach Verlängerung gegen Europameister Deutschland. Revanchieren konnten sie sich zwei Jahre später bei der EM-Endrunde im Spiel um Platz 3, das sie mit 3:1 gewannen. Es war erst die erste Niederlage der Deutschen bei einer EM-Endrunde und danach verloren sie 20 Jahre lang kein EM-Spiel mehr. Am 15. Juni 1994 gelangen ihr beim 11:0 in der EM-Qualifikation gegen Litauen vier Tore. Bereits mit ihrem ersten Tor, ihrem 23. Länderspieltor überbot sie den Tor-Rekord von Lone Smidt Nielsen. Sie baute den Tor-Rekord in der Folgezeit auf 38 Tore aus und wurde erst am 21. November 2000 von Gitte Krogh überboten.
Im Oktober 1994 scheiterte sie zwar mit ihrer Mannschaft im Viertelfinale der EM an Schweden, als beste Viertelfinalverliererinnen waren sie aber für die WM in Schweden qualifiziert. Vor der WM erreichten sie noch das Finale des Algarve-Cups, wo sie zwar zwei Tore erzielen konnte, die Däninnen aber mit 2:3 nach Verlängerung gegen Schweden verloren. Bei der WM wurde sie in den drei Gruppenspielen eingesetzt und erzielte im ersten Gruppenspiel beim 5:0 gegen Australien ihr drittes WM-Tor. Zwei weitere Tor steuerte Gitte Krogh bei. Zwar wurden die beiden folgenden Gruppenspiele verloren, als beste Gruppendritte erreichten die Däninnen aber das Viertelfinale. Hier verloren sie aber gegen den späteren Weltmeister Norwegen mit 1:3. Jensen überbot in diesem Spiel mit ihrem 64. Länderspiel den Länderspielrekord von Lotte Bagge, die acht Monate zuvor mit 26 Jahren ihre Karriere beendet hatte. Jensen dehnte diesen Rekord dann bis auf 77 Spiele aus, verlor aber diesen Rekord noch vor dem Torrekord am 27. August 2000 an Gitte Krogh.
Durch den Einzug unter die besten acht Mannschaften der WM waren die Däninnen aber für das erste olympische Fußballturnier der Frauen bei den Olympischen Spielen in Atlanta qualifiziert. Dort schieden sie allerdings nach drei Niederlagen in der Gruppenphase aus und konnten sich seitdem nie wieder für die Olympischen Spiele qualifizieren. Jensen erzielte dabei in den Gruppenspielen gegen China (1:5) und Schweden (1:3) die einzigen Tore für die Däninnen bei Olympischen Spielen. Mit erst 27 Jahren beendete sie aber nach den Olympischen Spielen ihre Karriere. Mit ihren drei Toren bei den Weltmeisterschaften 1991 und 1995 ist sie nach wie vor zusammen mit Gitte Krogh WM-Rekordtorschützin der Däninnen.

## Erfolge
- Dänische Meisterin: 1992 und 1993 (mit B 1909), 1994 (mit Fortuna Hjørring)